# 後藤彩 (バスケットボール)
後藤 彩（ごとう あや、1989年4月8日 - ）は、日本の女子バスケットボール選手である。愛知県出身。アイシン ウィングス所属。ポジションはF。173cm、69kg。

## 人物
地元の名門桜花学園高校でインターハイ・国体・ウィンターカップ3冠を達成。
卒業後は白鷗大学に進み、インカレ5位。
2012年、アイシンに入社。

## 経歴
- 桜花学園高 - 白鷗大 - アイシン（2012年〜）